# Högaffel
Högaffel eller tjuga är ett gaffelformigt handredskap som används för att flytta hö, alternativt halm, och som liknar en grep. Den konstrueras av 2–3 något böjda horn av stål samt ett långt träskaft. En gång tillverkades tjugor av klena träd med grenar som sparats ut för att fungera som horn.

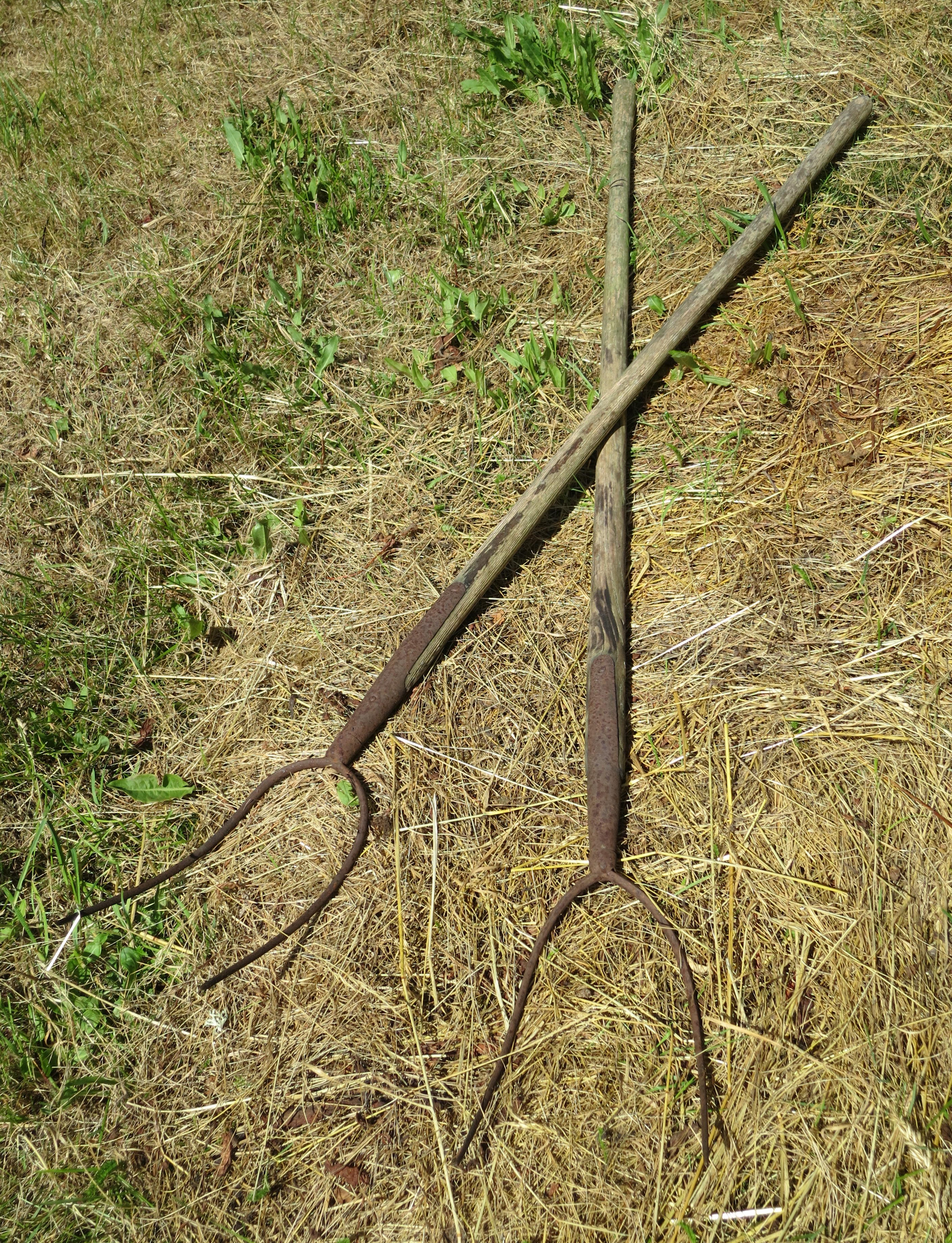
Högafflar.

Den användes tidigare ofta när man hässjade och vid utfodring av boskap. Dessa arbetsmoment har i stor utsträckning ersatts av andra arbetsmetoder där handarbete undviks. Numera används högaffel i stort sett endast av hobby-jordbrukare och som komplement till mekaniserad hantering av hö – se självlastarvagn. Dessutom används högafflar fortfarande vid distribution av hö och annat foder i en lagård.

## Bilder

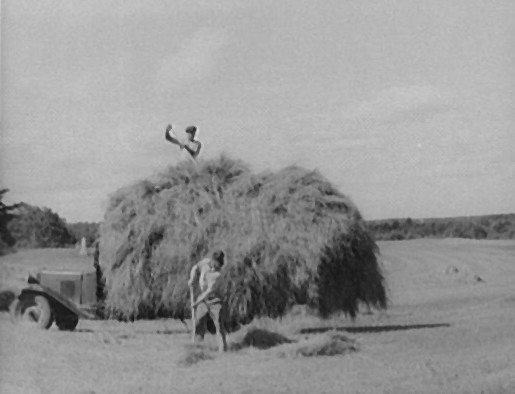
Här används två högafflar för att placera hö på en vagn.